# Barranc de Sant Genís
El barranc de Sant Genís és un barranc, afluent del Flamisell. Comença el seu recorregut en el terme de Sarroca de Bellera, després fa de termenal entre aquest municipi i el de Senterada, en el seu enclavament de Larén, després entre Sarroca de Bellera i la Torre de Cabdella, i, finalment, entra del tot en aquest darrer terme.

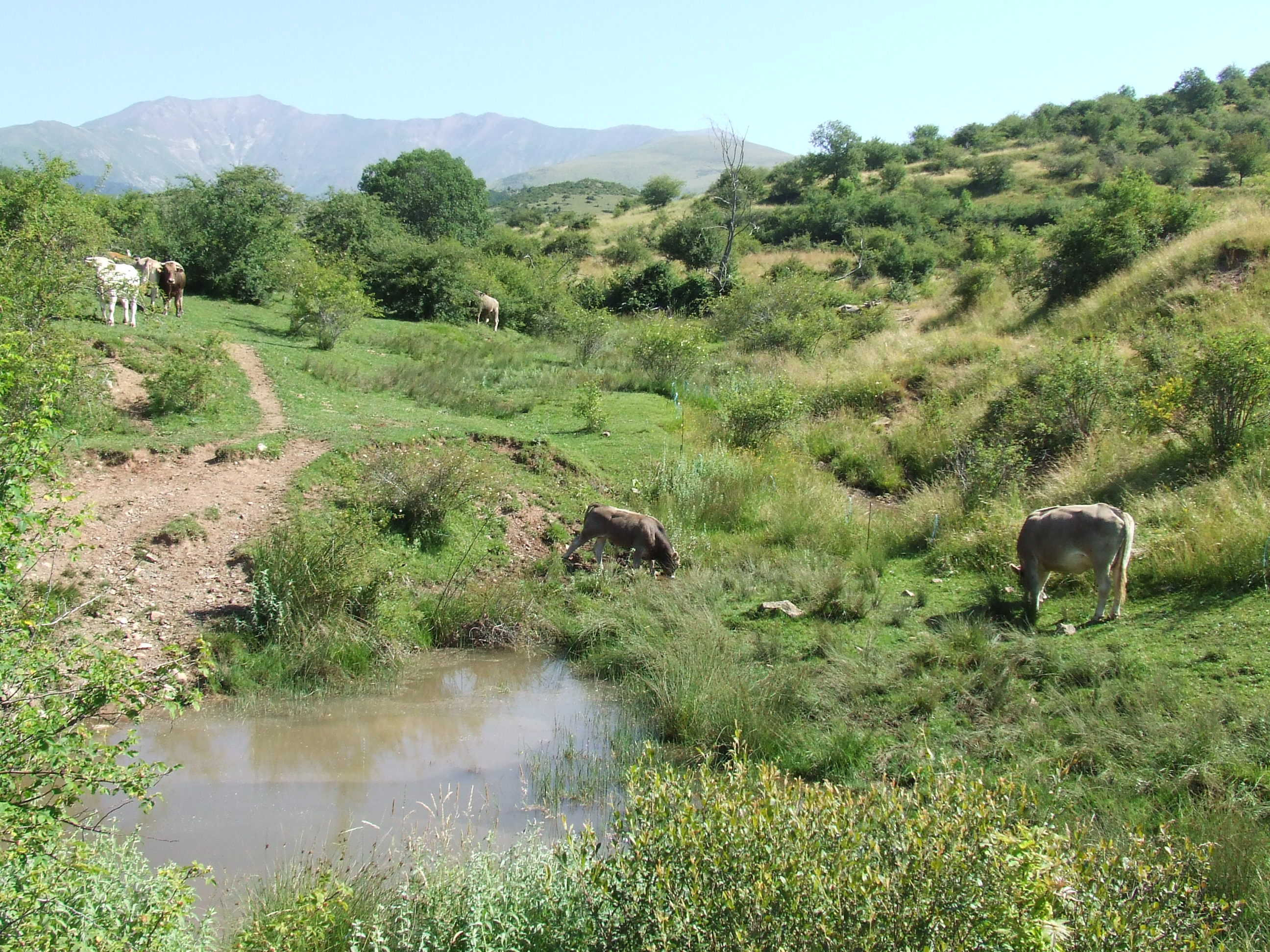
Naixença del barranc de Sant Genís, just abans que comenci el seu curs com a barranc

Neix a la Quadra d'Erdo, al nord-oest de Larén, prop de la Borda d'Erdo, on s'ajunten el barranc de les Crastes amb altres barrancs de muntanya, i donen pas al barranc de Sant Genís. El seu curs és marcadament cap al sud, però decantant-se sempre una mica cap a llevant. Després de deixar enrere Larén i rebre per l'esquerra el barranc de la Collada, passa per sota i a llevant de la Bastida de Bellera, i al cap d'una mica passa per sota del Pont del Diable, lloc on el riu passa per una profunda gorja molt espectacular, de força llargària. En aquest lloc es troba, al nord-est, les restes de l'antic monestir de Sant Genís de Bellera, al lloc conegut com les Bordes de Torres.

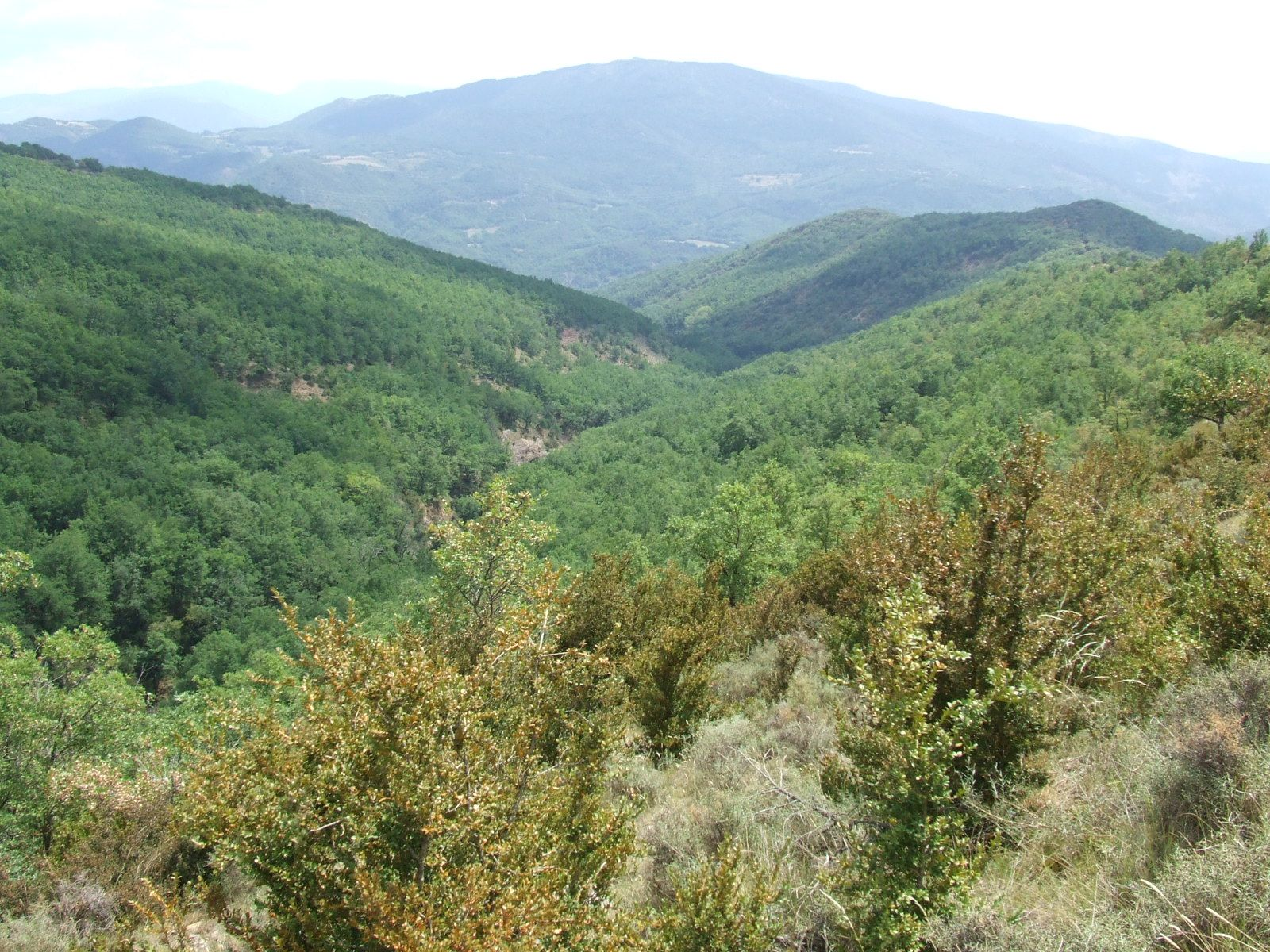
Meitat meridional del recorregut del barranc

Al cap de poc rep per l'esquerra el barranc del Grau; tots dos barrancs marques els límits laterals de l'enclavament de Larén. Poc després rep encara per l'esquerra les llaus dels Plans, de les Marginades, de l'Artic. de les Bordes i de la Monaca. Ja al final del seu recorregut passa pel nord-est de la Masia de Beneta, on hi ha l'església de Sant Pere Màrtir i la Borda de Batllevell. Poc després s'aboca en el Flamisell, a l'extrem sud del terme de la Torre de Cabdella, dins del seu antic terme de la Pobleta de Bellveí.